# Phora algira
Phora algira är en tvåvingeart som beskrevs av Macquart 1843. Phora algira ingår i släktet Phora och familjen puckelflugor. Inga underarter finns listade i Catalogue of Life.